# Sciaroidea
Sciaroidea — надродина двокрилих комах. Представники групи у личинковій стадії життя є міцетофагами (живляться грибами) або внутрішніми паразитами м'яких частин рослин (листя, трав'янисті стебла).

## Родини
- Bolitophilidae
- Diadocidiidae
- Ditomyiidae
- Keroplatidae
- Mycetophilidae
- Sciaridae
- Cecidomyiidae — галиці